# Kodeks 0216
Kodeks 0216 (Gregory-Aland no. 0216) – grecki kodeks uncjalny Nowego Testamentu na pergaminie, paleograficznie datowany na V wiek. Do naszych czasów zachował się fragment jednej karty kodeksu. Jest przechowywany w Wiedniu.

## Opis
Do dziś (1995) zachował się fragment jednej karty, z tekstem Ewangelii Jana (8,51-53; 9,5-8). Oryginalne karty kodeksu miały rozmiar 19 na 12 cm, zachowany fragment ma rozmiary 12,3 na 3 cm.
Tekst pisany jest dwoma kolumnami na stronę, w 27 linijkach w kolumnie. Litery sigma, epsilon, omikron i omega są okrągłe.

## Tekst
Fragment reprezentuje mieszaną tradycję tekstualną. Kurt Aland zaklasyfikował go do kategorii III, co oznacza, że jest ważny dla poznania historii tekstu Nowego Testamentu.

## Historia
Rękopis datowany jest przez INTF na V wiek Porterowie datowali na początek V wieku. Pochodzenie fragmentu jest nieznane.
Na listę rękopisów Nowego Testamentu wciągnął go Kurt Aland w 1953 roku, oznaczając go przy pomocy siglum 0216.
Tekst fragmentu opublikowali Schmid, Parker i Elliott w 2007 oraz Porterowie w 2008 roku.
Rękopis przechowywany jest w Austriackiej Bibliotece Narodowej (Pap. G. 3081) w Wiedniu.